# Gahnia xanthocarpa
Gahnia xanthocarpa là loài thực vật có hoa trong họ Cói. Loài này được (Hook.f.) Hook.f. mô tả khoa học đầu tiên năm 1864.